# Allium liliputianum
Allium liliputianum — вид трав'янистих рослин родини амарилісові (Amaryllidaceae), ендемік Туреччини.

## Опис
Цибулина яйцювата, 1.5–2 × 1.8–2.2 см; зовнішні оболонки темно-коричневі. Стеблина до 10 см заввишки і 2–2.2 мм завширшки. Листків (2)3–4(5), плоскі, довші ніж стеблина, (2)2.5–3 мм завширшки. Суцвіття майже кулясте, щільне, 70–80-квіткове, (2)3–4(5) см в діаметрі. Оцвітина дзвінчаста. Листочки оцвітини зелені, довгасті, верхівка округла, серединна жилка темно-зелена. Пиляки жовті. Коробочка трикутна 4.5–5 × 4.5–5 мм. Насіння чорне, 3–4 × 2 мм.
Час цвітіння травень і червень.

## Поширення
Ендемік Туреччини.
Населяє кам'янисті схили, 1800–2100 м